# Markala
Markala város Maliban, Ségou régióban. A Niger-folyó partján fekszik, Ségoutól 35 km-re északra. A város közelében található Mali elsődleges duzzasztógátja.
A francia gyarmati hatóságok 1934 és 1945 között építtették meg a gátat, amely a helyi mezőgazdaság elősegítésére volt hivatott. A duzzasztás eredményeként 820 km²-nyi mezőgazdasági terület jött létre, ahol főleg rizst és cukornádat termelnek. A gát vízerőműként is működik.

## Fordítás
- Ez a szócikk részben vagy egészben  a   Markala című angol Wikipédia-szócikk fordításán alapul.  Az eredeti cikk szerkesztőit annak laptörténete sorolja fel. Ez a jelzés csupán a megfogalmazás eredetét és a szerzői jogokat jelzi, nem szolgál a cikkben szereplő információk forrásmegjelöléseként.